# 日本玻璃蝦
日本玻璃虾（学名：Pasiphaea schrenckii）是玻璃虾属下的一种虾，原产于日本。体長在50-80mm之间，是日本较常见的一种食用虾类，和东方玻璃虾（Pasiphaea orientalis）同为该属数量最多的物种。

## 捕捞

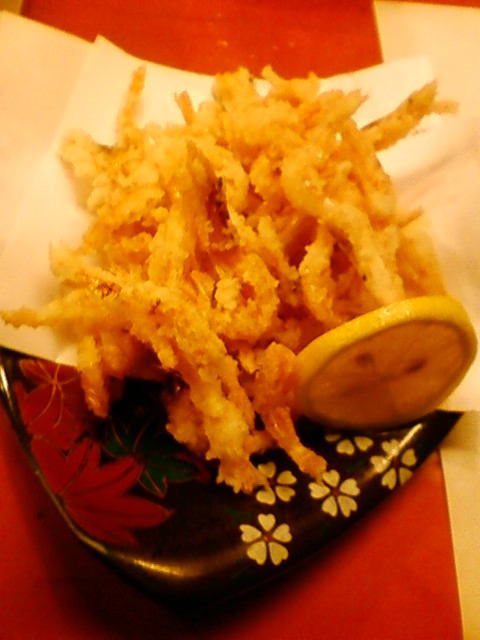
炸白海老

日本玻璃虾分布于日本海的富山湾、太平洋的遠州灘、駿河湾、相模湾。但商业捕捞则局限于富山湾。这种虾白天在150-300米深的海域活动，夜间浮上100米以上的浅海。